# Оаш (гірський хребет)
Оаш (угор. Avas-hegység, рум. Munții Oaşului) — гірський хребет у Східних Карпатах, частина Вигорлат-Гутинського хребта, в румунсько-українському прикордонні. Найвища вершина — гора П'ятра-Васкулуй (917 м).

## Етимологія назви
Давнє значення слова avas — «жолудовий ліс», «старий ліс з великими деревами», «заборонений ліс».

## Місцезнаходження
Гірський хребет Оаш знаходиться на південному сході Вигорлат-Гутинського хребта Східних Карпат. Простягається з північного заходу на південний схід. Починається за 40 км на північний схід від міста Сату-Маре в Румунії і закінчується за 20 км на захід від Тячева в Україні, на південь від Хуста. Є продовженням Гутинського масиву. На півночі хребет Оаш обмежений Верхньотисинською уголовиною, на заході — долиною Тиси, а на півдні — долинами приток річки Туриця.